# Thesium bavarum
Espèce
Classification APG III (2009)
Thesium bavarum, appelé communément Thésium de Bavière ou Théson de Bavière, est une espèce de plante européenne de la famille des Santalaceae.

## Description
Thesium bavarum est une plante herbacée vivace qui atteint une hauteur entre 30 et 80 centimètres. La tige angulaire est droite. Elle est ramifiée et souvent feuillu. L'espèce ne forme pas de stolons, mais a des germes racinaires. Les feuilles sont bleu-vert et lancéolées. Elles sont de trois à cinq nerfs et mesurent entre 2 et 4 cm de long et 3 à 7 mm de large. Elles sont chauves avec des marges entières.
De fin juin à juillet, les plantes forment de fausses ombelles qui s'unissent pour former une panicule terminale. Sous les fleurs individuelles se trouvent une plus grande et deux petites bractées. Les fleurs sont discrètes et blanches à l'intérieur, avec cinq pétales crantés. Elles sont reculaires, le bourgeon semble déplacé vers la surface des feuilles ou le pétiole. Les fleurs supérieures de l'inflorescence sont souvent étonnamment petites. Elles restent fermées et se fertilisent par cléistogamie, les fleurs restantes sont pollinisées par les abeilles. Thesium dollineri étroitement apparentée présente le même comportement.
Après la floraison, des fruits d'environ 4 mm de long mûrissent. Les feuilles sont sphériques ou ovales et pétiolées. Au moment de la fructification, la gousse à cinq colonnes s'enroule à travers les pointes profondément fendues et est nettement plus courte que le fruit.

## Répartition
Le thésium de Bavière est présent dans les Alpes, en Europe centrale et du Sud-Est et en Italie. En dehors de l'Europe, il ne se trouve qu'à deux endroits en Asie Mineure. L'espèce préfère un terreau sec et crayeux, meuble ou lœss. Il pousse préférentiellement dans les zones à climat chaud et très ensoleillé. Elle se produit souvent sur des arbustes secs, dans des forêts sèches clairsemées ou en bordure. Dans les Alpes, l'espèce culmine à 1 800 m.

## Écologie
Thesium bavarum est une plante hémiparasite, car elle peut avoir une synthèse chlorophyllienne. Elle extrait l'eau et les sels nutritifs de ses plantes hôtes. Cependant, il ne semble pas y avoir de spécificité particulière pour l'hôte.
Elle est une plante hôte du papillon Ochromolopis ictella.